# Форсгрен, Белла
Аша Мария Белейнеш Форсгрен (фин. Asha Maria Belaynesh Forsgrén), более известная как Белла Форсгрен (Bella Forsgrén; род. 10 февраля 1992, Аддис-Абеба, Эфиопия) — финский политический деятель. Заместитель председателя партии Зелёный союз с 10 июня 2023 года. Депутат эдускунты от округа Центральная Финляндия с 17 октября 2019 года. Первая чернокожая женщина-депутат в истории парламента Финляндии. Депутат городского совета Йювяскюля.

## Биография
Родилась 10 февраля 1992 года в городе Аддис-Абеба, столице Эфиопии. Имя Аша ей дала биологическая мать, имя Белейнеш придумал воспитатель детского дома, имя Мария дали приёмные родители. Удочерена в Финляндию в возрасте 3 лет из приюта в городе Аддис-Абеба. Приёмный отец работал техником на бумажном комбинате в Ээнекоски, мать Паула (Paula Forsgrén) — домохозяйка, с 2017 года — советник муниципалитета Ээнекоски. В семье было 8 детей, из них трое — родные дети приёмных родителей Беллы, трое усыновлены из Эфиопии, ещё двое — из Южной Америки. Разница в возрасте между самым старшим и самым младшим ребёнком — 27 лет. Белла — второй приёмный ребенок в семье. Также семья принимала у себя более 30 иностранных студентов на период обучения по обмену.
Окончила в 2011 году школу в Ээнекоски, затем Университет Йювяскюля, где изучала общественную политику.
По результатам муниципальных выборов 2017 года избрана депутатом городского совета Йювяскюля, получила 1279 голосов. На выборах 2021 года переизбрана, получила 2017 голосов.
Была кандидатом на выборах в Европейский парламент 2019 года.
По результатам парламентских выборов 2019 года получила 4351 голосов и избрана депутатом эдускунты в округе Центральная Финляндия. Заняла в эдускунте место бывшего лидера партии Зелёный союз Тоуко Аалто, который набрал 3075 голосов в округе Центральная Финляндия и не прошёл в эдускунту. Первая чернокожая женщина-депутат. Переизбрана по результатам парламентских выборов 2023 года, где получила 5787 голосов.
С 2019 года — член совета директоров Demo Finland. С 1 октября 2021 года — председатель совета директоров Университета прикладных наук JAMK. В 2021 году — председатель совета директоров Института образования в духе мира.
Является феминисткой.
На очередном осеннем собрании «Зелёных женщин» в Хельсинки 7 ноября 2021 года избрана председателем на двухлетний срок, сменит Эмму Кари.
10 июня 2023 года на партийном съезде в Сейняйоки избрана заместителем председателя партии вместе с Сильей Керянен и Орасом Тюнккюненом.